# Hannah Forster
Hannah Forster, née Hannah Johnson le 14 janvier 1893 à Bathurst, désormais appelée Banjul, morte le 3 janvier 1966, est une entrepreneuse et une femme politique gambienne.

## Biographie
Née en 1893 à Bathurst, elle fréquente une école élémentaire de la ville. Elle poursuit en secondaire à Freetown, ne trouvant pas d’établissement à cette époque à Bathurst et sa famille côté paternel étant Aku. Après la mort de sa mère en 1911, elle revient à Bathurst et travaille dans son ancienne école élémentaire en tant qu'enseignante junior.
Son mari meurt à un âge précoce. Ils ont eu deux enfants. Après la mort de son mari, elle abandonne l'enseignement et ouvre des magasins à Bathurst, Kau-ur (de), Kuntaur (de) et Kartong (de). À la fin des années 1920, elle est devenue l'un des principaux négociants dans le commerce et l'exportation de noix de kola et exporte également des huîtres. Elle ouvre ensuite un autre magasin à Bathurst pour vendre des vêtements européens et des produits de luxe.
Elle est l'une des premières femmes à s'engager dans la politique gambienne. Dans les années 1930, elle est élue membre du conseil consultatif de la ville de Bathurst, une institution précurseur du conseil municipal de Banjul. En 1946, elle est l'une des deux femmes, avec Cecilia Davies, du tout nouveau conseil municipal de Bathurst. En 1951, elle devient l'une des membres fondateurs du Gambia Democratic Party (de) (GDP), le premier parti politique gambien, créé avant l’indépendance. Elle apporte à ce parti un soutien substantiel et financier. En 1953-1954, elle travaille sur les projets d'une nouvelle constitution gambienne (la Grande-Bretagne, puissance coloniale ayant donné son accord pour que la Constitution soit amendée pour augmenter la représentation au sein du Conseil Législatif des Gambiens). En plus de ses activités commerciales et politiques, elle est également engagée au sein de l'église. Elle fonde aussi l'Union des mères gambiennes.
Elle meurt le 3 janvier 1966,. En 1996, une rue de Banjul est baptisée Forster Street en son honneur.
Sa fille Catherine Collier étudie en Grande-Bretagne et est la première radiographe gambienne à partir de 1954, travaillant à l'hôpital Royal Victoria (devenu l'hôpital universitaire Edward Francis Small). Son fils Bani Forster étudie à l'université de Birmingham et est affecté au Ghana par l'administration coloniale, où il devient l'un des premiers psychiatres d'Afrique subsaharienne,,.